# Une femme aux abois (film, 1962)
Pour plus de détails, voir Fiche technique et Distribution.
Une femme aux abois, également intitulé La Prisonnière du désir ou Désirs sauvages, est un film français réalisé par Max Pécas, sorti en 1967.

## Fiche technique
- Titre : Une femme aux abois
- Titres alternatifs : La Prisonnière du désir ou Désirs sauvages
- Réalisation : Max Pécas
- Scénario : Jean-Patrick Manchette et Max Pécas
- Photographie : Robert Lefebvre
- Son : Jean-Jacques Grandmougin
- Montage : Nicole Cayatte
- Musique : Louiguy
- Société de production : Les Films du Griffon - Unicité
- Pays d'origine :  France
- Durée : 75 minutes
- Date de sortie :
  - France : 28 juin 1967

## Distribution
- Claude Cerval : Maurice Ferry
- Marie-Christine Weill : Claudine
- Sylvie Coste : Evelyne
- Pierre Tissot : Marco
- Alain Chevallier : Bob
- Milarka Nervi : Lou
- Dominique Santarelli : le commissaire